# Ferrari Amalfi
Der Ferrari Amalfi F169M ist ein Sportwagen des italienischen Automobilherstellers Ferrari. Er wurde am 1. Juli 2025 vorgestellt. Wie beim Vorgänger Roma wurde der Name wieder nach einer italienischen Stadt, hier Amalfi, gewählt. Der Verkauf soll 2026 beginnen.

## Technik
Der Amalfi ist ein 4,66 m langer 2+2-Sitzer. Die Karosserie hat einen „aktiven“ Heckspoiler, der sich abhängig von der jeweiligen Fahrsituation aufstellt; so erhöht er nicht nur bei hohen Geschwindigkeiten, sondern auch beim Bremsen den Anpressdruck. Der Kofferraum fasst 273 l. Die Fahrzeugmasse verteilt sich gleich auf Vorder- und Hinterachse. Das Chassis entspricht weitgehend dem des Vorgängers. Die Räder sind 20 Zoll groß. Der Wagen hat eine Brake-by-Wire-Bremse.
Der Motor des Amalfi wurde aus dem im Vorgänger eingesetzten aufgeladenen V8-Ottomotor F154 mit Flatplane-Kurbelwelle weiterentwickelt, er hat beispielsweise leichtere Nockenwellen. Seine maximale Leistung beträgt 470 kW (640 PS) bei 7500/min, die Höchstdrehzahl liegt bei 7600/min. Das größte Drehmoment von 760 Nm liegt zwischen 3000 und 5750/min an. Die Kraft wird mit einem 8-Gang-Doppelkupplungsgetriebe auf die Hinterräder übertragen. Das Getriebe wird auch im Ferrari SF90 eingesetzt. Die Höchstgeschwindigkeit liegt wie beim Roma bei 320 km/h, die Beschleunigung von 0 auf 100 km/h soll mit 3,3 Sek. eine Zehntelsekunde schneller sein.
Im Innenraum werden einige Funktionen anstelle von Touchscreens über Schalter bedient. Für den Beifahrer gibt es auf Wunsch ein eigenes 8,8-Zoll-Display in der Armaturentafel. Ebenso ist auf Wunsch ein Burmester-Soundsystem mit 14 Lautsprechern erhältlich.
|                                 | Amalfi                         |
| ------------------------------- | ------------------------------ |
| Bauzeit                         | ab 2026                        |
| Motortyp                        | V8-Frontmittelmotor            |
| Motorbezeichnung                | F154                           |
| Ventile                         | 32                             |
| Zylinderbankwinkel              | 90°                            |
| Motoraufladung                  | Biturbo                        |
| Bohrung × Hub                   | 86,5 mm × 82 mm                |
| Hubraum (cm³)                   | 3855                           |
| Verdichtungsverhältnis          | 9,4 : 1                        |
| max. Leistung kW (PS) bei min−1 | 470 kW (640 PS) bei 7500       |
| max. Drehmoment Nm bei min−1    | 760 bei 3000–5750              |
| Antriebsart                     | Hinterradantrieb               |
| Getriebe                        | 8-Gang-Doppelkupplungsgetriebe |
| Beschleunigung, 0–100 km/h      | 3,3 s                          |
| Beschleunigung, 0–200 km/h      | 9,0 s                          |
| Höchstgeschwindigkeit (km/h)    | 320 km/h                       |
| Trockengewicht (kg)             | 1470                           |
| Verbrauch (l/100 km)            |                                |
| CO2-Ausstoß (g/km)              |                                |